# Distretto di Gandhinagar
Il distretto di Gandhinagar è un distretto del Gujarat, in India, di 1 334 731 abitanti. Il suo capoluogo è Gandhinagar.